# Santafe (Los Mártires)
Santafe es un barrio ubicado en la localidad de Los Mártires de Bogotá, Colombia. Su territorio está comprendido entre las calles 26 y 21, y entre la Avenida Caracas y los barrios La Florida y Samper Mendoza. Ocupa cerca de 13 hectáreas.

## Historia

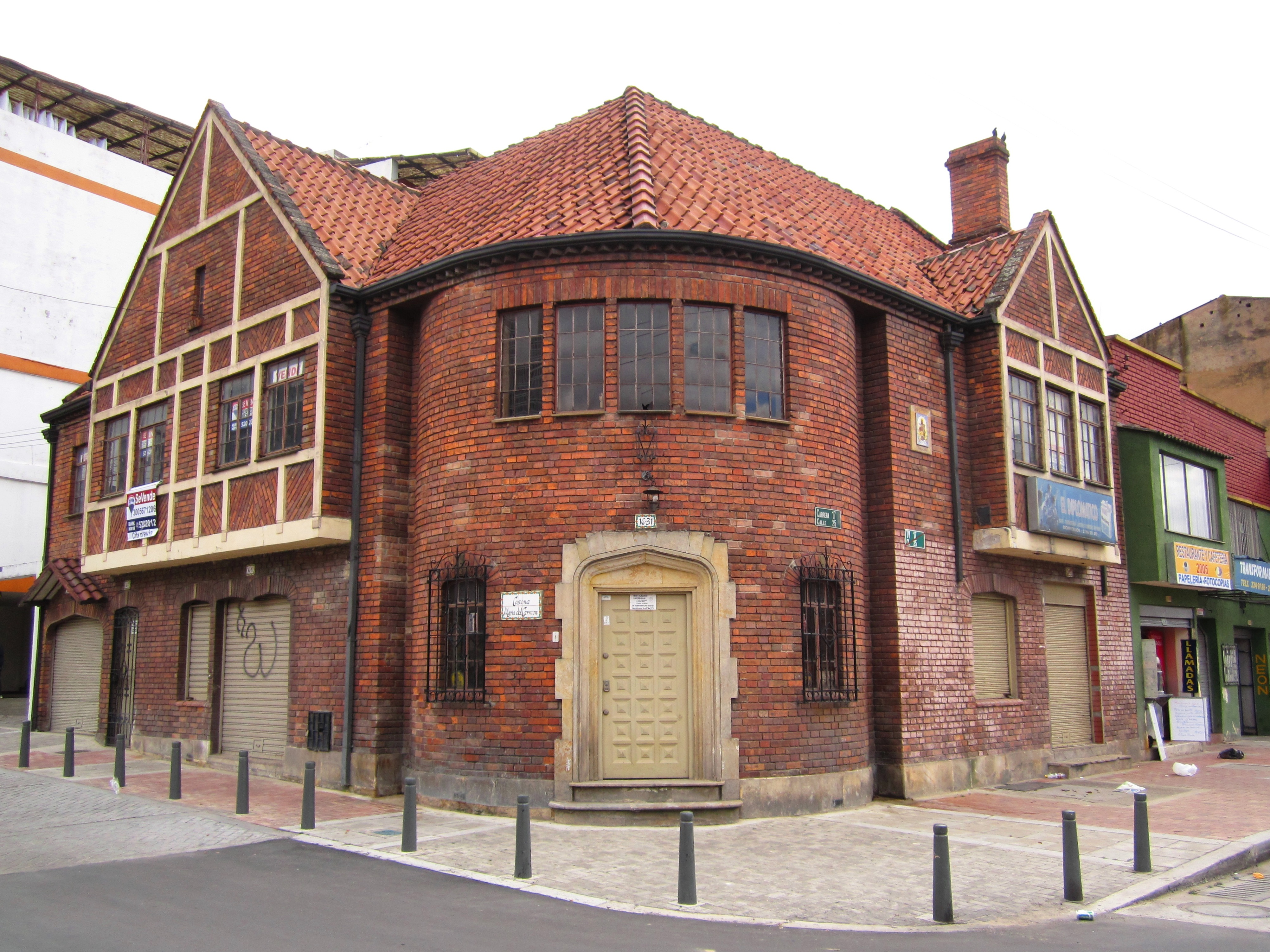
Casa en la calle 25 con carrera 17.

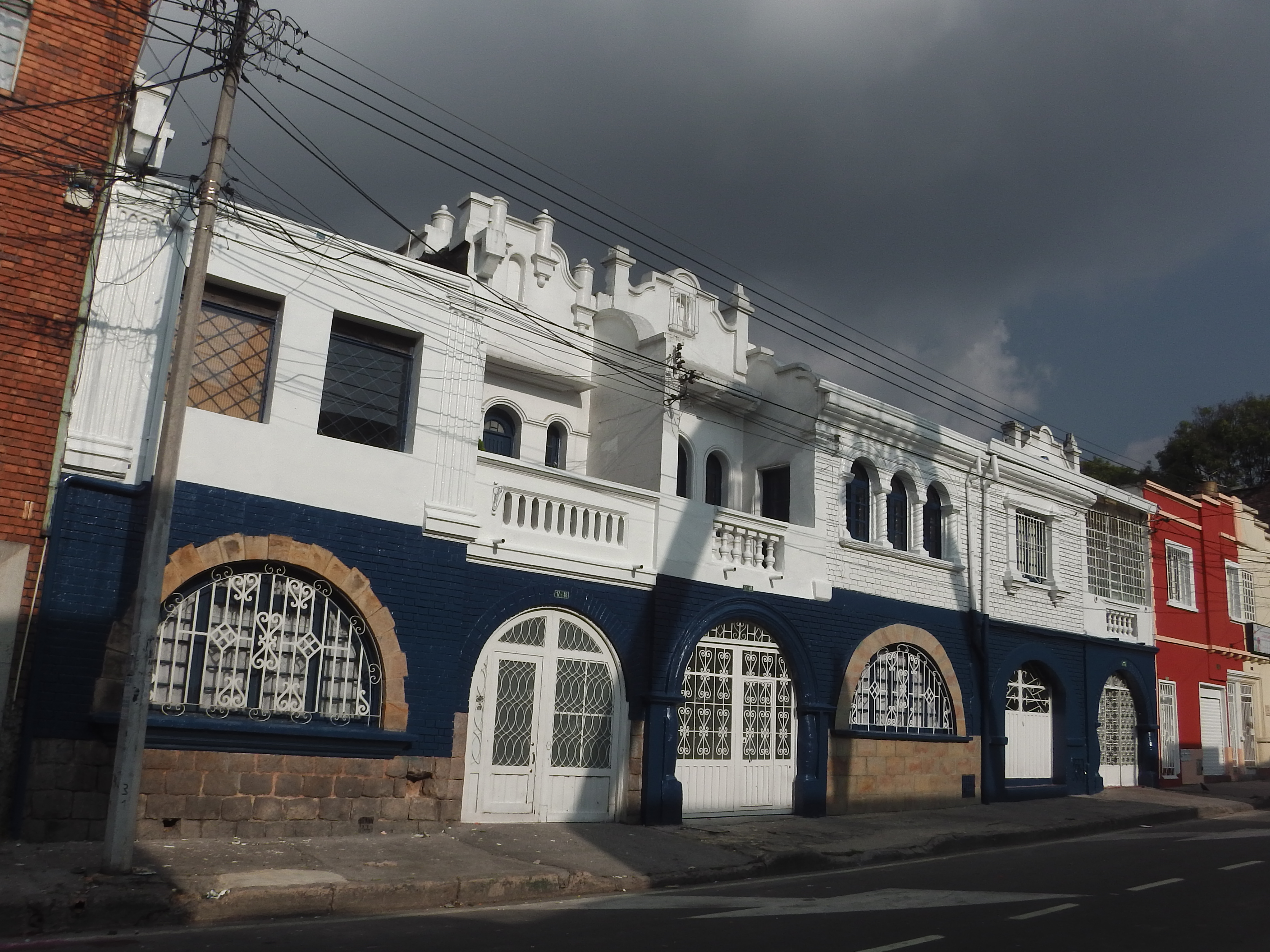
Casa del Santafe que habitó el General Gustavo Rojas Pinilla.

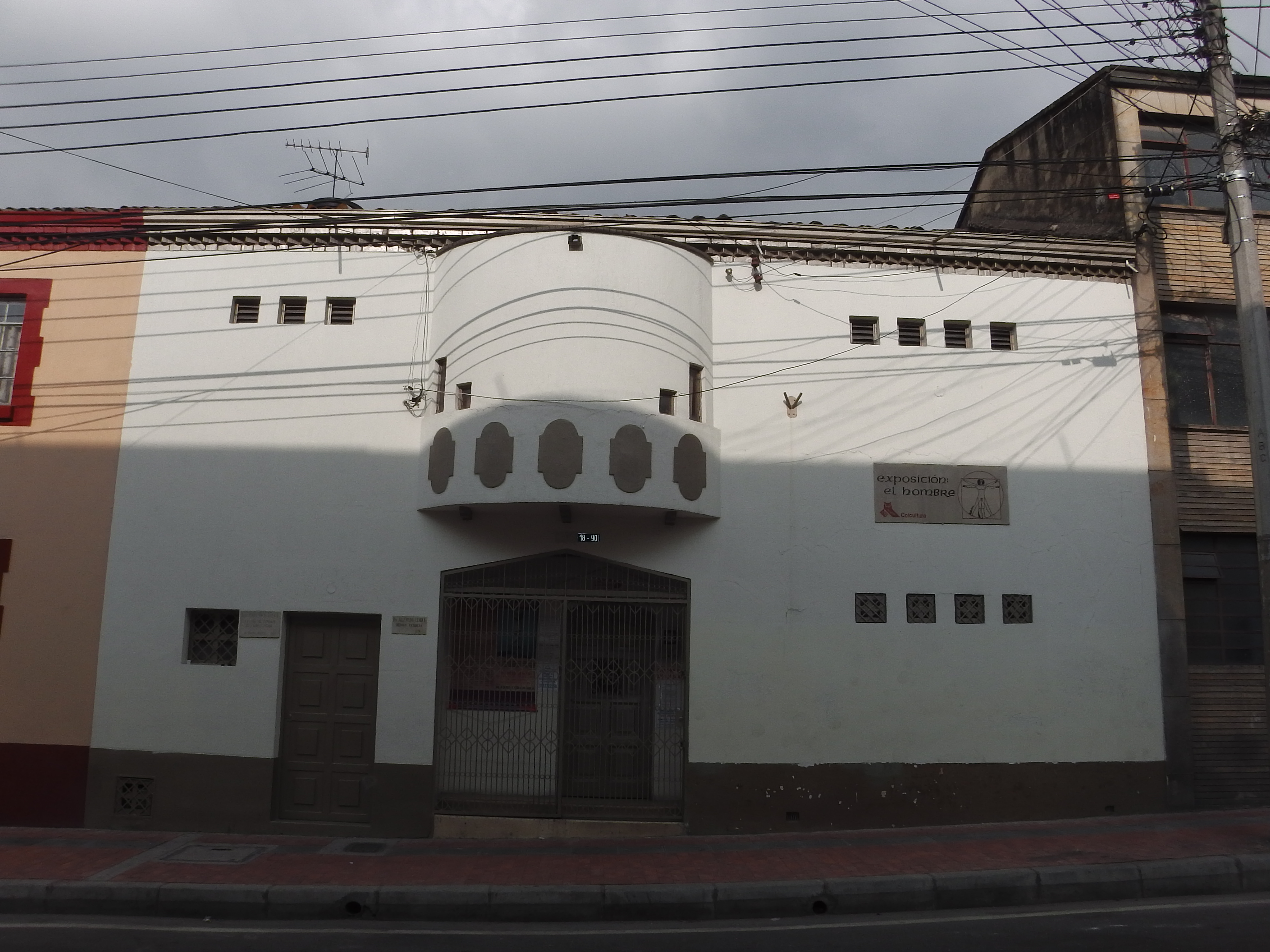
Museo Exposición El Hombre en la calle 23a entre carreras 18 y 19.

El origen del barrio Santafe se encuentra en el Cementerio Central de Bogotá remontándose a 1787, durante el reinado de Carlos III de España. El Virrey de Nueva Granada José Manuel de Ezpeleta expidió un Decreto en 1791, ordenando la construcción de un cementerio a las afueras de la ciudad. El emplazamiento designado estaba a un costado del camino hacía Fontibón.
Para finales de 1825, la ahora nueva República dispuso un terreno para la construcción de un cementerio destinado a la comunidad británica. Dicho cementerio se ubicó al oriente del anterior, y para 1831 se inició la edificación del que sería conocido como Cementerio Central, al costado occidental del Cementerio Británico. Sin embargo, para la década del cincuenta del siglo XX, este conjunto funerario perdió su importancia debido a la aparición de los «jardines cementerio» en otros sectores de la ciudad. 
Entre tanto, la trama urbana de Bogotá progresivamente rodeó al camposanto sin que los lotes adyacentes fueran urbanizados. Las casas del barrio Santafe estaban separadas del camposanto mediante una franja de fábricas adosadas al cementerio de pobres y las fosas comunes.
La construcción de la urbanización Santafe iniciada en 1937, obedeció al programa del Plan Regulador de la ciudad del arquitecto austriaco Karl Brunner. Este barrio fue uno de los primeros donde aparecieron los apartamentos compactos, viviendas-taller y viviendas comercio. Otra característica de las edificaciones del Santa Fe es que generalmente carecían de garajes residenciales. 
La urbanización surgió de una asociación entre la Compañía Urbanizadora Santafe y Tulio Ospina y Cía. Además de la construcción de los espacios residenciales, la asociación se encargó de implantar las industrias concebidas por Brunner para distanciar el futuro barrio de la zona de los cementerios.
El proceso de urbanización fue completo, sus vías pavimentadas y su red servicios no tenía parangón con otros proyectos de la ciudad. Los precios iniciales del barrio se duplicaron en cuatro años; su carácter mixto y su cercanía al centro de la ciudad incidieron en este éxito.
El barrio Santafe fue planificado sin un centro barrial. Sin embargo, el sector donde confluyen la Diagonal 22, la Calle 22 y la Transversal y Carrera 17, en el parque Oscar, se transformó en un centro para la vida colectiva del barrio. Otra particularidad en la configuración del barrio es que la Parroquia María Reina, se encuentra en una calle carente de una plaza que acentúe su función social.

### El ferrocarril
La línea del ferrocarril, trazada sobre lo que actualmente es la avenida Caracas, actuó como una barrera que impidió por varias décadas la expansión Bogotá hacía el occidente. La paulatina decadencia de la cercana Estación de la Sabana tiene correspondencia con la aparición de inquilinatos en varios sectores del centro de la ciudad. 
Barrios adyacentes como el Santafe, que contaban con servicios de hospedaje, se vieron afectados por la situación de la Estación y las nuevas formas de transporte. Entonces bajaron los precios del hospedaje, atrayendo clientes de condiciones socioeconómicas más precarias y promoviendo la transformación de estos hospedajes en moteles e inquilinatos.
El declive del transporte férreo en la capital se había agudizado por el plan de Brunner, que mediante el Acuerdo 53 de 1933, ordenó la retirada de la ferrovía del norte sobre la carrera 14, para abrir paso a la avenida Caracas.

### Comunidad judía
Sobre los nuevos habitantes del barrio Santafe, la revista Casas y Lotes de la época observó que: 

Esta urbanización despertó especial interés entre la colonia judía residente en la ciudad, la cual poco a poco la fue invadiendo hasta constituir hoy día el más alto porcentaje dentro de los habitantes de ella, la cual ha sido un motivo de la valorización de los lotes como de sus demás propiedades, por la demanda de ellas dentro de dicha colonia; pero por otro aspecto ha hecho retirar el interés de los inversionistas nacionales, quienes no gustan de vivir en edificios o casas de carácter 
mixto –habitación de familia y fábrica o talleres privados-, o junto a ellos ya que, como se sabe, esta colonia acostumbra agrupar en una misma casa o apartamento la habitación de la familia en sí y la fábrica o taller o pequeña industria.

Los judíos llegaron a poseer el 17% del total de predios. Las operaciones inmobiliarias llevadas a cabo por esta comunidad consistían en la compra de algún predio para poseerlo durante un cierto tiempo y hacerle alguna modificación que luego, con la expectativa de una valorización producto del avance en la urbanización del sector o de la misma renovación, podría ser vendido a un mayor precio.

## Geografía
Anteriormente a la construcción de la urbanización Santafe, la Quebrada La Floresta dibujaba un cauce similar al trazado de la actual diagonal 22. En efecto, este arroyo fue canalizado y puesto bajo tierra.

## Zona de tolerancia
Entre los años setenta y ochenta del siglo XX, se consolidaron las moteles en el barrio Santafe, especialmente en el sector que comprendido entre la transversal 17 y la avenida Caracas, hasta la calle 22. Desde 2002, durante la alcaldía de Antanas Mockus, es una Zona Especial de Servicios de Alto Impacto para el ejercicio de la prostitución.
Para 2009 había registro de 130 establecimientos y cerca de 3500 personas ejerciendo la prostitución.